# Selenge (tỉnh)
Selenge (tiếng Mông Cổ: Сэлэнгэ) là một trong 21 aimag (tỉnh) của Mông Cổ, nằm tại phía bắc đất nước. Tên gọi của tỉnh xuất phát từ dòng sông Selenge. Tỉnh lị là Sükhbaatar.
Phía bắc giáp nước cộng hòa tự trị Buryatia của Nga, phía nam giáp tỉnh Töv, phía đông giáp tỉnh Khentii, phía tây giáp tỉnh Bulgan. Tỉnh Darkhan-Uul và tỉnh lị Darkhan của nó bị bao bọc bởi Selenge.

## Hành chính

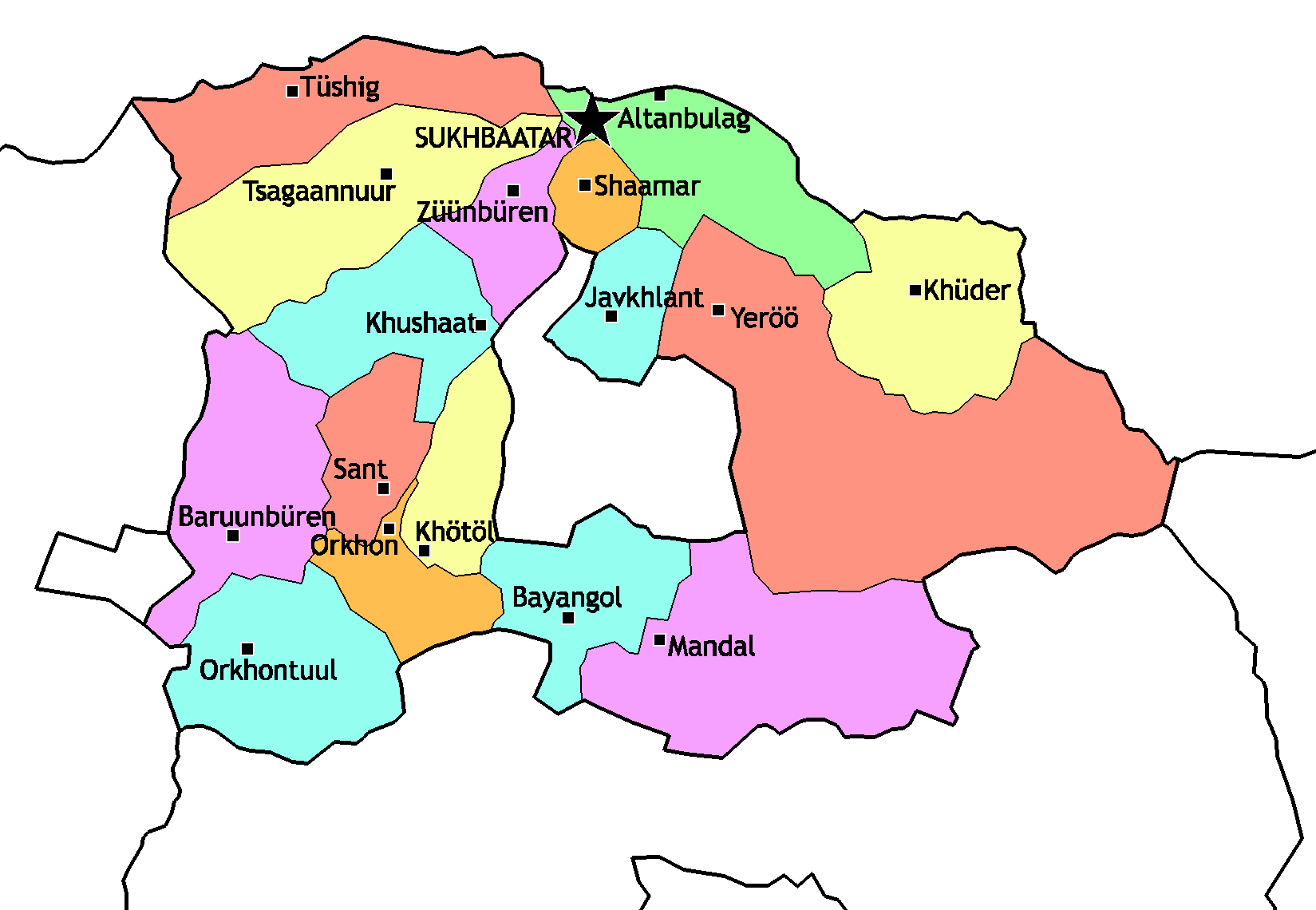
Các sum của Selenge

| Sum         | Tiếng Mông Cổ | Dân số (2000) | Dân số (2002) | Dân số (2004) | Dân số (2006) | Dân số (2008) | Diện tích (km²) | Mật độ (/km²) |
| ----------- | ------------- | ------------- | ------------- | ------------- | ------------- | ------------- | --------------- | ------------- |
| Altanbulag  | Алтанбулаг    | 3.489         | 4.003         | 3.783         | 4.255         | 4.545         | 2100,30         | 2,16          |
| Baruunbüren | Баруунбүрэн   | 2.939         | 2.430         | 2.430         | 2.378         | 2.702         | 2814,54         | 0,96          |
| Bayangol    | Баянгол       | 5.391         | 5.015         | 4.264         | 4.512         | 5.028         | 1976,28         | 2,54          |
| Javkhlant   | Жавхлант      | 1.767         | 1.921         | 1.838         | 1.704         | 1.827         | 1189,70         | 1,54          |
| Khüder      | Хүдэр         | 1.799         | 1.772         | 1.838         | 1.936         | 2.078         | 2838,65         | 0,73          |
| Khushaat    | Хушаат        | 1.406         | 1.679         | 1.946         | 1.654         | 1.585         | 2010,15         | 0,79          |
| Mandal      | Мандал        | 23.964        | 22.645        | 22.864        | 22.975        | 23.646        | 4843,73         | 4,88          |
| Orkhon      | Орхон         | 2.817         | 2.467         | 2.106         | 2.006         | 2.165         | 1306,27         | 1,66          |
| Orkhontuul  | Орхонтуул     | 3.760         | 4.016         | 3.398         | 3.248         | 2.952         | 2940,83         | 1,00          |
| Sant        | Сант          | 2.062         | 2.050         | 2.033         | 2.054         | 2.056         | 1387,06         | 1,48          |
| Saikhan     | Сайхан        | 8.737         | 8.795         | 8.282         | 8.100         | 8.285         | 1311,87         | 6,32          |
| Shaamar     | Шаамар        | 4.809         | 4.157         | 3.783         | 3.944         | 4.158         | 671,91          | 6,19          |
| Sükhbaatar* | Сүхбаатар     | 22.374        | 21.076        | 20.025        | 19.916        | 19.626        | 45,35           | 432,77        |
| Tsagaannuur | Цагааннуур    | 4,153         | 4,221         | 3,919         | 4,005         | 4,257         | 3814.72         | 1.12          |
| Tüshig      | Түшиг         | 1.899         | 1.725         | 1.608         | 1.552         | 1.420         | 2492,82         | 0,57          |
| Yeröö       | Ерөө          | 6.077         | 5.677         | 5.531         | 5.630         | 5.792         | 8203,51         | 0,71          |
| Züünbüren   | Зүүнбүрэн     | 2.507         | 2.226         | 2.373         | 2.201         | 2.468         | 1204,94         | 2,05          |

* - Tỉnh lị